# ارتا پاسکال-ترویو
ارتا پاسکال-ترویو (انگلیسی: Ertha Pascal-Trouillot؛ زادهٔ ۱۳ اوت ۱۹۴۳) سیاستمدار اهل هائیتی است. وی از ۱۳ مارس ۱۹۹۰ تا ۷ فوریه ۱۹۹۱ رئیس‌جمهور این کشور بود. او اولین زنی است که در تاریخ این کشور به مقام ریاست‌جمهوری می‌رسد.

## زندگی
ارتا پاسکال-ترویو در ۱۳ اوت ۱۹۴۲ در حومه مرفه پتیون ویل در نزدیکی پایتخت هائیتی متولد شد. پدرش، تیمبلز، آهنگر بود و زمانی که ارتا جوان بود درگذشت. مادرش لوئیز خیاط بود. پاسکال ترویو نهمین فرزند از ده فرزند خانواده بود. هنگامی که ۱۰ ساله بود، به همراه یکی از برادرانش به دبیرستان فرانسوا دووالیه رفت و مدت بیست سال تحت نظر ارنست ترویو، که بعداً شوهر او شد، پرورش یافت.

## حرفه
او وکیل، نویسنده، معلم و قاضی دیوان عالی کشور بوده است. در زمان دودمان دووالیه، پاسکال ترویو، پس از مدتی خدمت در دادگاه بدوی، اولین قاضی زن در هائیتی شد. در سال ۱۹۸۶، فرانسوا لتورتو، وزیر دادگستری، پاسکال ترویو را به دیوان عالی منصوب کرد. او اولین زنی بود که در دربار خدمت کرد.
- فهرست اولین وکلای زن و قاضی براساس ملیت